# Ếch Balkan
Pelophylax kurtmuelleri là một loài ếch xuất hiện tại Hy Lạp, và ở một mức độ thấp hơn, tại Albania, Montenegro và Serbia. Loài này rất giống Pelophylax ridibundus.
Chiều dài trung bình là 72 mm đối với con đực, 78 mm đối với con cái. Mặt trên là màu xanh lá cây hoặc đôi khi màu nâu, thường có một sọc màu xanh lá cây ở giữa và với những đốm sẫm màu không đều. Màng nhĩ là màu đồng hoặc màu xanh lá cây bao quanh bởi một màu tối hơn.
Loài này được tìm thấy trên khắp Hy Lạp, ngoại trừ ở góc đông bắc, nơi P. ridibundus được tìm thấy để thay thế. Ở Tây Hy Lạp nó sống cùng với Pelophylax epeiroticus.Nó sống trên mực nước biển đến 1000 m, mặc dù số đông không được tìm thấy trên 600 m. Một số nhỏ sống ở Đan Mạch và Ý.